# ワイン学
ワイン学、または葡萄酒学（イギリス英語: oenology、アメリカ英語: enology）は、ワインやブドウの収穫から瓶に詰めるまでのワイン醸造（en:winemaking）のすべての面に関する学問である。この分野の専門家はoenologistとして知られる。
oenologyという語は、ギリシア語: oinos (古代ギリシア語: οίνος)と、「～学」を意味する接尾辞の-logyからきている。

## 参考書籍
- 『ワイン学』ワイン学編集委員会（編集）、出版社 産業調査会、1991年、ISBN 4882821028 ～「ブドウ栽培」「醸造」「味わい方」「サービスの仕方」までを網羅